# Nekropole von Alapraia
Koordinaten: 38° 42′ 23″ N, 9° 22′ 38″ W
Die Nekropole von Alapraia besteht aus vier Felskuppelgräbern, die teilweise unter den Häusern an einem Brunnenplatz im namengebenden Ort westlich von Lissabon in Portugal liegen. Alle vier Monumente der Nekropole sind aus dem natürlichen Fels (Kalkstein) herausgehauene künstliche Höhlen (Grutas artificiais).

## Beschreibung
Gruta 1 (deutsch „Höhle 1“) ist mit 19 m Länge die größte Anlage, die der Geologe Francisco de Paula e Oliveira bereits 1889 beschrieb. Die am Boden runde und sphärisch gewölbte Kammer hat einen Durchmesser von 6,2 m und in der Mitte eine Höhe von 2,8 m. Die in neuerer Zeit als Stall genutzte Anlage hat einige Umbildungen erfahren. Die Plattendecke und der viereckige Eingang sind Umbauten. Der ursprüngliche Zugang war kleiner und rund, wie noch zu erkennen ist. Gruta 1 steht frei und ist von einer höheren Mauer umgeben.

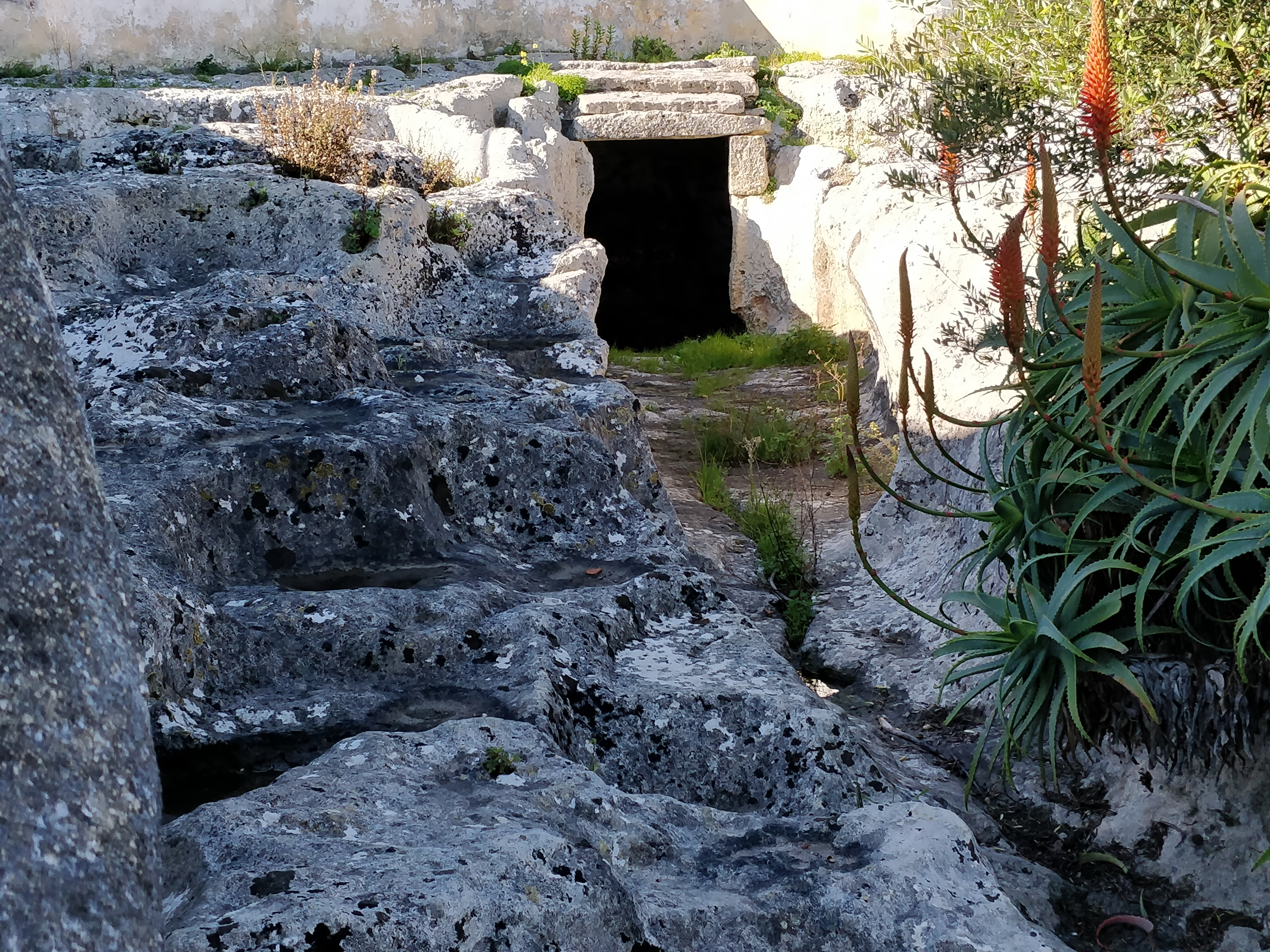
Gruta I von Alapraia

Alle Höhlen weisen das für diese Art charakteristische System auf, das aus einem langen, niedrigen Zugang mit einer Verengung am Ende und einer runden Kammer mit einer Öffnung an der Spitze besteht, die durch Platten geschützt ist. Aufgrund dieser werden sie normalerweise als „künstliche Höhlen vom Typ eines Kaninchenstalls“ (port. „grutas artificiais tipo coelheira“), bezeichnet, da die obere Öffnung es ermöglichte, Gräber in der Kammer unterzubringen, wenn die Belegung keinen Zugang mehr über den Gang zuließ.
Die restlichen drei Anlagen wurden von E. Jalhay und A. do Paço ausgegraben (Gruta II im Jahre 1932, Gruta III 1942 und Gruta IV 1943).
Gruta II hat eine Gesamtlänge von 9 m, die ovale Kammer hat einen Durchmesser von 4,4 m auf 4,2 m und eine mittlere Höhe in der Mitte von 2,2 m. Die lange Vorkammer hat gebauchte Seiten.
Die Gesamtlänge von Gruta III ist unbekannt, da der Gangbereich abgetragen ist. Die runde Kammer hat einen Durchmesser von 6,20 m und eine mittlere Höhe von 2,40 m.
Gruta IV ist etwa 11 m lang, der Durchmesser der leicht ovalen Kammer liegt bei 4,35 m. In der Mitte ist sie 2,4 m hoch.

## Fundmaterial
Die Ausgrabungen von Gruta II erbrachten reichhaltiges Inventar. Neben zahlreichen Funden aus der Glockenbecherkultur (zweite Hälfte des 3. Jahrtausends v. Chr. bis erste Hälfte des 2. Jahrtausends) wurde auch ältere Keramik der Kupferzeit gefunden; darunter zylindrische Gefäße mit Glättmusterverzierung, Beile, Feuerstein und Perlen. Unter den 18 Idolen sind zylinderförmige Kalksteinidole, ein Lunar und als Besonderheit die Nachbildungen von zwei Sandalensohlen. Gruta IV kann anhand der Funde erst dem Glockenbecherhorizont zugeordnet werden, wobei älteres Material ausgeräumt worden sein kann. Das Inventar von Gruta I war bereits 1889 nicht mehr vorhanden. Gruta III muss wegen des darüberstehenden Hauses noch vollständiger ausgegraben werden. Sie war weitgehend mit neuzeitlichem Schutt verfüllt. Die Funde befinden sich in Cascais (Museu Condes de Castro Guimarães).